# 笑福亭喬介
笑福亭 喬介（しょうふくてい きょうすけ、1981年7月22日 - ）は、大阪府堺市出身の落語家。本名：川崎 直介（かわさき なおゆき）。所属事務所は松竹芸能。上方落語協会会員。

## 来歴・人物
上宮太子高等学校、近畿大学文芸学部卒業。落語講談研究会の1年先輩である旭堂南青（現：旭堂南龍）が講談師になったことからプロの芸人を志すようになり、南青に相談したところ笑福亭三喬（現：7代目笑福亭松喬）を勧められ、2005年6月1日に三喬の2番弟子として入門。
特技は動画作りで、2019年の彦八まつり宣伝向けの動画も作成している。
2022年4月7日、笑福亭鉄瓶、笑福亭生寿、桂咲之輔（2024年卒業）、笑福亭呂好と共に落語家ユニット「五楽笑人」を結成
。同年から「スタディ喬介」と銘打ち、毎公演ごとに迎えるゲストから教わったネタを披露する落語会を開催している。

## 受賞歴
- 平成23年第1回繁昌亭ドリームジャンボコンテスト小枝杯5Rチャンピオン
- 平成24年第2回繁昌亭ドリームジャンボコンテスト小枝杯5Rチャンピオン
- 平成28年なにわ芸術祭新人賞
- 平成28年第2回上方落語若手噺家グランプリ準優勝
- 平成29年第3回上方落語若手噺家グランプリ準優勝
- 平成29年繁昌亭大賞奨励賞
- 平成30年咲くやこの花賞大衆芸能部門（その30年前には大師匠の6代目松喬、翌年には近大落研先輩の南龍が受賞している）
- 令和元年第5回 上方落語若手噺家グランプリ準優勝
- 令和元年花形演芸大賞 銀賞
- 令和2年文化庁芸術祭大衆芸能部門新人賞[4]